# Клара фон Брауншвайг-Волфенбютел
Клара фон Брауншвайг-Волфенбютел (на немски: Clara von Braunschweig-Wolfenbüttel; * 16 ноември 1532, Волфенбютел; † 23 ноември 1595, дворец Херцберг) от род Велфи (Среден Дом Брауншвайг), е принцеса от Брауншвайг-Волфенбютел, абатиса на свободния имперски манастир Гандерсхайм (1539 – 1547) и чрез женитба херцогиня на Брауншвайг-Люнебург‎ и княгиня на Брауншвайг-Грубенхаген.

## Живот
Тя е най-малката дъщеря на херцог Хайнрих II фон Брауншвайг-Волфенбютел (1489 – 1568) и първата му съпруга Мария фон Вюртемберг (1496 – 1541), дъщеря на граф Хайнрих фон Вюртемберг.
Клара е избрана през 1539 г., след смъртта на нейната сестра Мария, за абатиса на манастир Гандерсхайм. Тогава тя е на 6 години. През 1542 г. манастирът е окупиран от войската на Шмалкалдийския съюз. През 1547 г. Клара се отказва от службата абатиса.
На 1 юли 1560 г. Клара се омъжва във Волфенбютел за нейния братовчед херцог Филип II фон Брауншвайг-Грубенхаген (1533 – 1596) от фамилията Велфи, херцог на Брауншвайг-Люнебург‎ и от 1595 г. княз на Княжество Грубенхаген. Баща ѝ и дава зестра 20 000 гулдена и дворец Вестерхоф. Бракът е бездетен. През 1560 г. двамата се настаняват в бившия манастир Катленбург и го правят на ренесансов дворец. Клара основава множество аптеки и предприятия за дестилация.
Нейният брат Юлий ѝ взема през 1568 г. дворец Вестерхоф и го получава през 1580 г. Клара съди отново брат си за наследството на сестра им Маргарета († 1580) и той се оплаква от нея през 1582 г. пред Импрерското събрание в Аугсбург.
През 1595 г. Клара и Филип II се местят в дворец Херцберг. Клара умира след дълго заболяване по време на местенето им в дворец Херцберг. Тя е погребана в църквата „Св. Егид“ в Остероде в Харц. Със смъртта на Филип II през 1596 г. измира линията Грубенхаген на Велфите.